# Nicolas Flamel

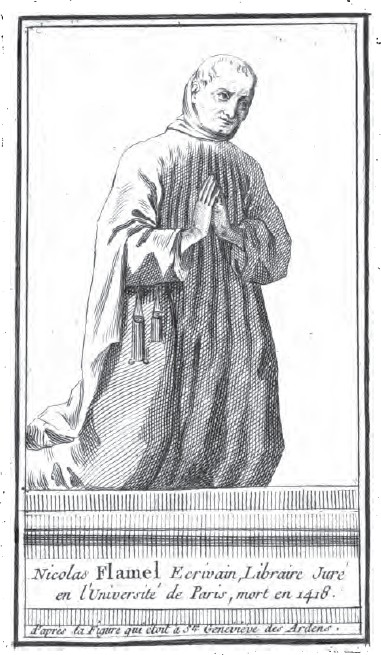
Nicolas Flamel jámbor adakozó képe a Sainte-Geneviève des Ardens templom kapuján (1402)

Nicolas Flamel (kb. 1330, Pontoise – 1413., a hagyomány szerint 1418., Párizs) sikeres francia írnok, másoló, író, kézirat-, és valószínűleg ingatlankereskedő, halála után alkimistaként vált híressé. A legenda szerint ő készítette el a Bölcsek kövét. Állítólag Flamel írta az Alkímia nagykönyvét amit 1612-ben Párizsban publikáltak. Egy családtagját ismerjük, a feleségét, Perronelle Flamelt.

## Élete és munkássága
Flamel szegény zsidó családból származott, akik kényszerből vették fel a keresztény hitet. Apjától tanulta el a könyvmásoló mesterséget, és a bencés szerzeteseknél is tanult. Tökéletesen tudott héberül, franciául és latinul. 1355-ben vette feleségül az özvegy Perronelle-t (Pernelle). Párizsban eleinte írnokként dolgozott, feleségével együtt pedig egy kis boltot vezettek a Saint-Jacques-de-la-Boucherie templomnál. Emellett berendezett a közelben egy műhelyt is, mely értékes kéziratok készítésére szakosodott. Vevői közé tartozott valószínűleg Jean de Berry herceg is. Idővel jelentős vagyonra tett szert, melyből többek között templomokat és rászorulókat támogatott. 
Flamel 1410-ben tervezte meg saját sírkövét, melyet máig a párizsi Cluny múzeumban őriznek. A közhiedelemmel ellentétben nem találhatók rajta titokzatos szimbólumok, csupán Péter és Pál apostolt ábrázolja, Jézus Krisztussal, mint a világ urával a középpontban, lábánál pedig magát Flamelt, mint bomló holttestet.

## Neki tulajdonított művek
1591-ben Jacques Cohorry, alkimista szerző 3 szövegrészből álló gyűjteménykötetet adott ki a fémek transzmutációjáról. Ezek közül az egyik, a "Sommaire Philosophique", Flamel neve alatt jelent meg. Ez a mű több kiadást is megért, később verseskötetbe is foglalták.
Flamel nevéhez további alkotások is fűződnek, pl. az először 1612-ben, Párizsban publikált Alkímia nagykönyve ( Livre des figures hiéroglyphiques) című könyv, melyet azután angolul (1624. London) és németül (1681. Hamburg) is kiadtak. A kiadó előszavában Flamel alkimista pályafutásának történetét olvashatjuk. 
Nigel Wilkins Flamelről írt életrajzában cáfolja, hogy Flamel vagyona alkimista tevékenységéből származna. Mivel felesége akkoriban már kétszer megözvegyült, valószínűleg szép kis örökséget vitt a házasságba. Wilkins szerint Flamel a százéves háború zűrzavarát kihasználva, ingatlanügyleteiből szintén jelentős összegre tett szert. Egy bizonyos Villain abbé már a 18. században megkérdőjelezte Flamel szerzőségét az Alkímia nagykönyvével kapcsolatban. Wilkins ehelyett a kiadó művének tartotta a könyvet, aki a fordítást csak színlelte. Tartalmát valószínűleg korábbi alkimista írásokból, Flamel életének ismert részleteiből, valamint szájhagyomány útján terjedt információkból állították össze.
Annak ellenére, hogy a könyv 1399-es keltezésű, Claude Gagnon szerint a használt szókincsből és a fogalmazás stílusából egyértelműen bizonyítható, hogy nem keletkezhetett 1590 előtt. A kiadóként megnevezett Arnaud de la Chevalerie pedig a valóságban nem más, mint a híres kabbalista François Béroalde de Verville.

## Legendák
Az Alkímia nagykönyvének előszava szerint 1357- ben megjelent Flamelnak álmában egy angyal, aki egy könyvet mutatott neki, amelynek tartalma csak Flamel számára volt elérhető. A könyv, amit aztán Flamel valóban csupán két fillérért vásárolt meg, három fejezetben - melyek mindegyike pontosan hét oldalból áll, allegorikus ábrázolásban a Bölcsek köve előállításának módját tartalmazza. A kód megfejtéséhez azonban csak 21 év múlva jutott hozzá. 
Egy másik legenda szerint 1382. január 17-én, húshagyó kedd előtti napon, hétfőn (a valóságban ez a dátum egy pénteki napra esett) - Flamel és felesége - higanyból először ezüstöt, majd ugyanebben az évben április 25-én aranyat állítottak elő. 
További legendák keringenek az örök élet elixírjének állítólagos feltalálása körül is. Eszerint Flamel és felesége csak megrendezték a halálukat, így a tolvajok, akik Flamel sírjában elrejtett kincsekre vadásztak, üresen találták azt. További híresztelésekre adott okot, hogy jóval a halála után még mindig az ő neve alatt jelentek meg alkimista művek. A 18. század elején egy francia üzletember, Paul Lukas (1664-1737) Törökországból Európába visszatérve érdekes történeteket hozott magával, miszerint a helyiek találkoztak a halhatatlan és örök fiatal Flamellel. Később hasonló hírek keringtek Saint-Germain gróf életéről és utazásairól is.
Néhány legendában szó esik Ábrahám máguskönyvéről is. Állítólag birtokolta és használta is. A könyvben található az élet elixírjének receptje valamint egy legenda egy ikerpárról. Ők lesznek majd azok az emberek akik vagy elpusztítják a világot vagy megmentik. A Kódexben (mert hogy így is hívják a máguskönyvet) a jóslat ezt írja: "a kettő mely egy mindenné lészen".

## Irodalmi utóhatás
Flamel neve szerepel az 1960-ban előkerült Dossiers Secretsben is mint a Sion-rend 8. nagymestere (1398-1418). Bár erről később bebizonyították, hogy hamisítvány, a közvélemény Flamelt továbbra is titokzatos dolgokkal hozza kapcsolatba. Dan Brown amerikai író a titkos dosszié inspirálta thrillerében, A da Vinci-kódban is felmerül a neve.
Szerepel olyan romantikus regényekben, mint Victor Hugo A párizsi Notre-Dame-jában (1831) és Alexandre Dumas-tól a Monte Cristo grófjában (1845), valamint Szepes Mária A vörös oroszlán című könyvében is. A J. K. Rowling által írt Harry Potter és a bölcsek köve című könyvben mint a bölcsek köve elkészítője szerepelt, illetve a Legendás Állatok, Grindelwald bűntettei c. művében is megjelenik.

## Fordítás
- Ez a szócikk részben vagy egészben  a   Nicolas Flamel című német Wikipédia-szócikk fordításán alapul.  Az eredeti cikk szerkesztőit annak laptörténete sorolja fel. Ez a jelzés csupán a megfogalmazás eredetét és a szerzői jogokat jelzi, nem szolgál a cikkben szereplő információk forrásmegjelöléseként.